# 渡辺理沙
渡辺 理沙（わたなべ りさ、9月29日 - ）は、日本の女性声優。宮城県出身。以前は賢プロダクションに所属していた。

## 略歴
3歳からバレエ教室に通っていたが、先生に「身体が硬すぎる」と言われて、5歳で挫折してしまったという。学生時代は正義感が強いため、周囲からは「弁護士や検事に向いている」と言われていた。持ち前の負けず嫌いな性格と我慢強さで、校内のかき氷早食い大会では優勝をした経験を持つ。
スクールデュオ17期アッパークラス出身。
2025年7月ごろ、賢プロダクションのページ・Xのアカウントを削除した。

## 人物
特技は料理。趣味は散歩、パニック映画鑑賞。

## 出演
太字はメインキャラクター。

### テレビアニメ
2018年
- ドラえもん（テレビ朝日版第2期）（2018年 - 2020年、女の子、母親、テレビ、カーテン、白雪姫）
- 若おかみは小学生!（男の子）
- クレヨンしんちゃん（園児D）
- バキ（女）
- 千銃士（幼児）
- うちのメイドがウザすぎる!（つばめの後輩、女性キャラ、女子、少女、女性隊員 他）
- 色づく世界の明日から（クラスメイト、女子生徒）

2019年
- キラキラハッピー★ ひらけ!ここたま（ゆずき）
- アイカツフレンズ!（ミカ）
- サザエさん（2019年 - 2024年、サクラ、ハルカ 他）

2020年
- グレイプニル（生徒）

2021年
- 白い砂のアクアトープ（子供、新婦）
- パズドラ（子供）
- ふしぎ駄菓子屋 銭天堂（荒川ちなみ）

2022年
- ニンジャラ（女の子、サラ）
- メイドインアビス 烈日の黄金郷
- デリシャスパーティ♡プリキュア（人びと）

2023年
- スキップとローファー（川谷、女子生徒、少年兼近）
- アイドルマスター シンデレラガールズ U149（子ども）
- ゾン100〜ゾンビになるまでにしたい100のこと〜（ゾンビA）

2024年
- 魔王の俺が奴隷エルフを嫁にしたんだが、どう愛でればいい?（エルフ）

2025年
- 真・侍伝 YAIBA（生徒、同級生）
- 機動戦士Gundam GQuuuuuuX（セファ） - 2025年に劇場先行版が公開

### 劇場アニメ
- 天気の子（2019年）[7]
- 劇場版 少女☆歌劇 レヴュースタァライト（2021年）
- すずめの戸締まり（2022年）
- しん次元! クレヨンしんちゃん THE MOVIE 超能力大決戦 〜とべとべ手巻き寿司〜（2023年、萌美）

### Webアニメ
- 賭ケグルイ双（2022年、生徒たち）

### ゲーム
2010年代
- 進撃の巨人2（2018年、女兵士、母親）
- 刀使ノ巫女 刻みし一閃の燈火（2018年、鈴本葉菜）
- CARAVAN STORIES（2018年、女の子、ギャル、おばさん）
- Galaxyz（2019年、シリカ）
- エンゲージプリンセス（2019年、プルネチラ）
- ドラゴンクエストX いばらの巫女と滅びの神 オンライン（2019年、フラフ、モモモ、よろず屋ソノラン、ローゼ）

2020年代
- ファイナルファンタジーVII リメイク（2020年）
- Echocalypse -緋紅の神約-（2021年、パーバット）
- コードギアス 反逆のルルーシュ ロストストーリーズ（2022年）

### ドラマCD
- ブルースカイコンプレックス fifth（子供、男の子）

### 吹き替え

#### 映画
- アイビー+ビーン（エマ）
- 恐怖のセンセイ（電話音声）
- 死霊のえじき ブラッド・ライン（リリー）
- ファンタスティック・ビーストと黒い魔法使いの誕生（2019年、ホグワーツの生徒 他[9]）
- マザー/アンドロイド（2022年、サラ）

#### ドラマ
- ウォンテッド!ローラ&チェルシー シーズン3（パイパー）
- 王になった男（宣化道、少女）
- クリミナル・マインド FBI行動分析課 シーズン14（ルビー）
- ザ・ループ TALES FROM THE LOOP（ロレッタ〈少女時代〉、メイ）
- シカゴ・メッド シーズン2（トロイ 他）
- 世界で一番可愛い私の娘（カン・ミヘ〈キム・ハギョン〉）
- THIS IS US/ディス・イズ・アス シーズン3（幼児ジャック）
- HAWAII FIVE-0 シーズン9（アニー〈マディー・ニコルズ〉）
- ファミリー・ストーリー 〜これみんな家族なの?〜  シーズン1（リリー、女子生徒）
- ヘチ 王座への道（コミ）
- マジシャンズ シーズン3（フレイ、男の子）

#### アニメ
- アンジェラのクリスマス（2017年、アンジェラ）
- おしゃれにナンシー・クランシー
- ジェシーとネシーのなんでかな?（赤い葉、手書きちゃん）
- トッツ とべ! あかちゃん おとどけたい（ラッキー、レッド 他）
- パワーパフガールズ（チルー）
- ルウ・バオ・ベイ（ルウ・バオ・ベイ）
- 私ときどきレッサーパンダ

### ナレーション
- AT-X 局宣ナレーション
- いなげや 店内ナレーション
- いわて生活協同組合 店内ナレーション
- オートアールズ 店内ナレーション
- 京王ストア 店内ナレーション
- 三和 店内ナレーション
- スギ薬局 店内ナレーション
- 成城学園 web CM
- タパス&タパス 店内ナレーション
- 東進TV ナレーション
- 東武ストア 店内ナレーション
- 取手市学校跡地 PR動画
- バースデイ 店内ナレーション
- マルエイ 店内ナレーション

### ボイスオーバー
- 世界がザワついた（秘）映像 ビートたけしの知らないニュース
- BS世界のドキュメンタリー
- ワールド極限ミステリー

### 舞台
- あべながのッ!「秋祭り〜いい声、みんなでにっこにこ〜」朗読劇
- 賢プロダクション新春朗読シアター『心中薄雪桜/スクロール』

### その他コンテンツ
- 千葉県防災アニメ
- プラネタリウムアニメ「星座美術館」

### 初出話一覧
1. 1 2 3  第1話初出
2. 1 2 3  第3話初出
3. ↑  第7話初出
4. ↑  第8話初出
5. ↑  第2話初出